# Ehrenfried Walther von Tschirnhaus
Ehrenfried Walther von Tschirnhaus (Kieslingswalde (Görlitz mellett), 1651. április 10. – Drezda, 1708. október 11.) gróf, német matematikus és természettudós. 

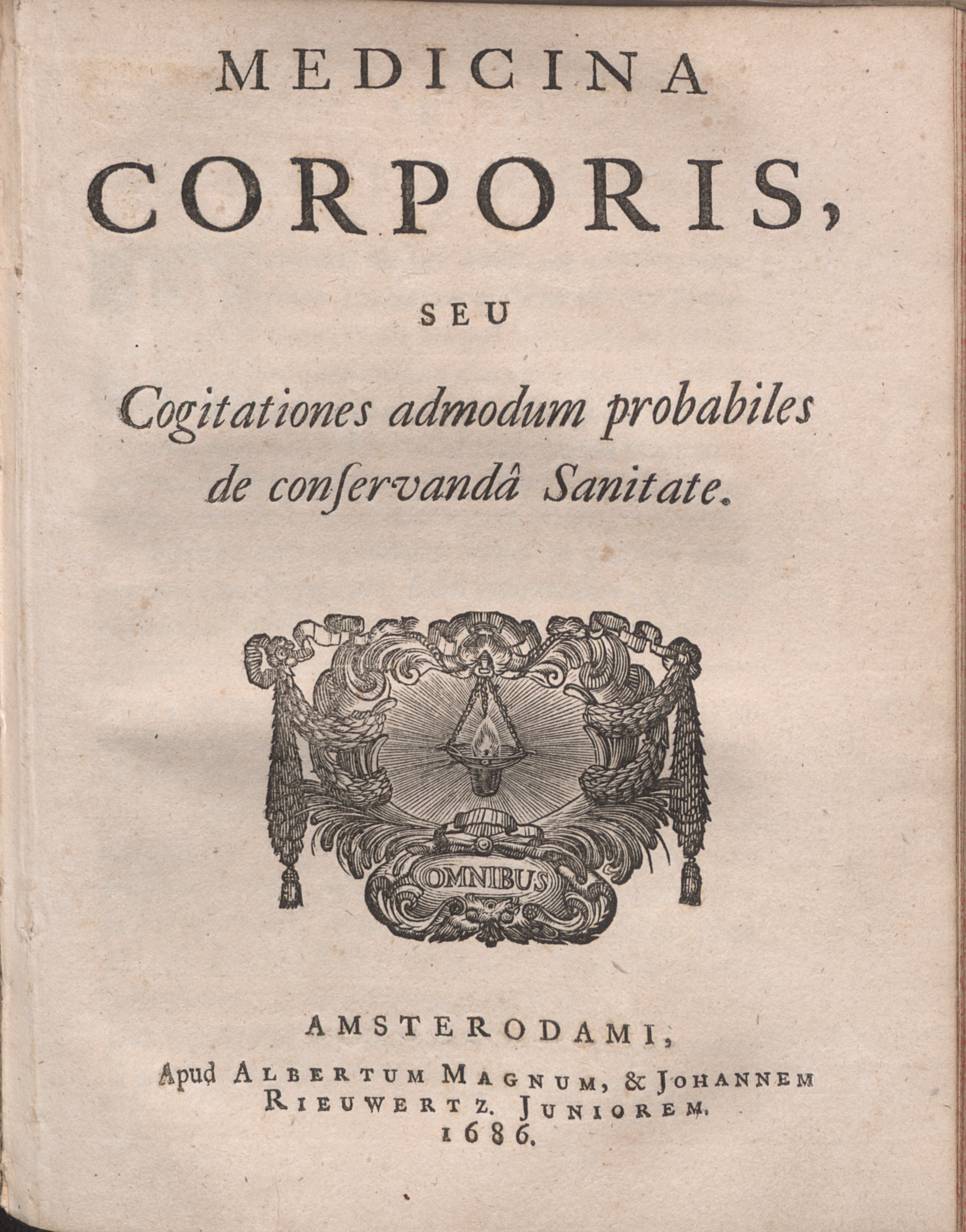
Medicina corporis, 1686

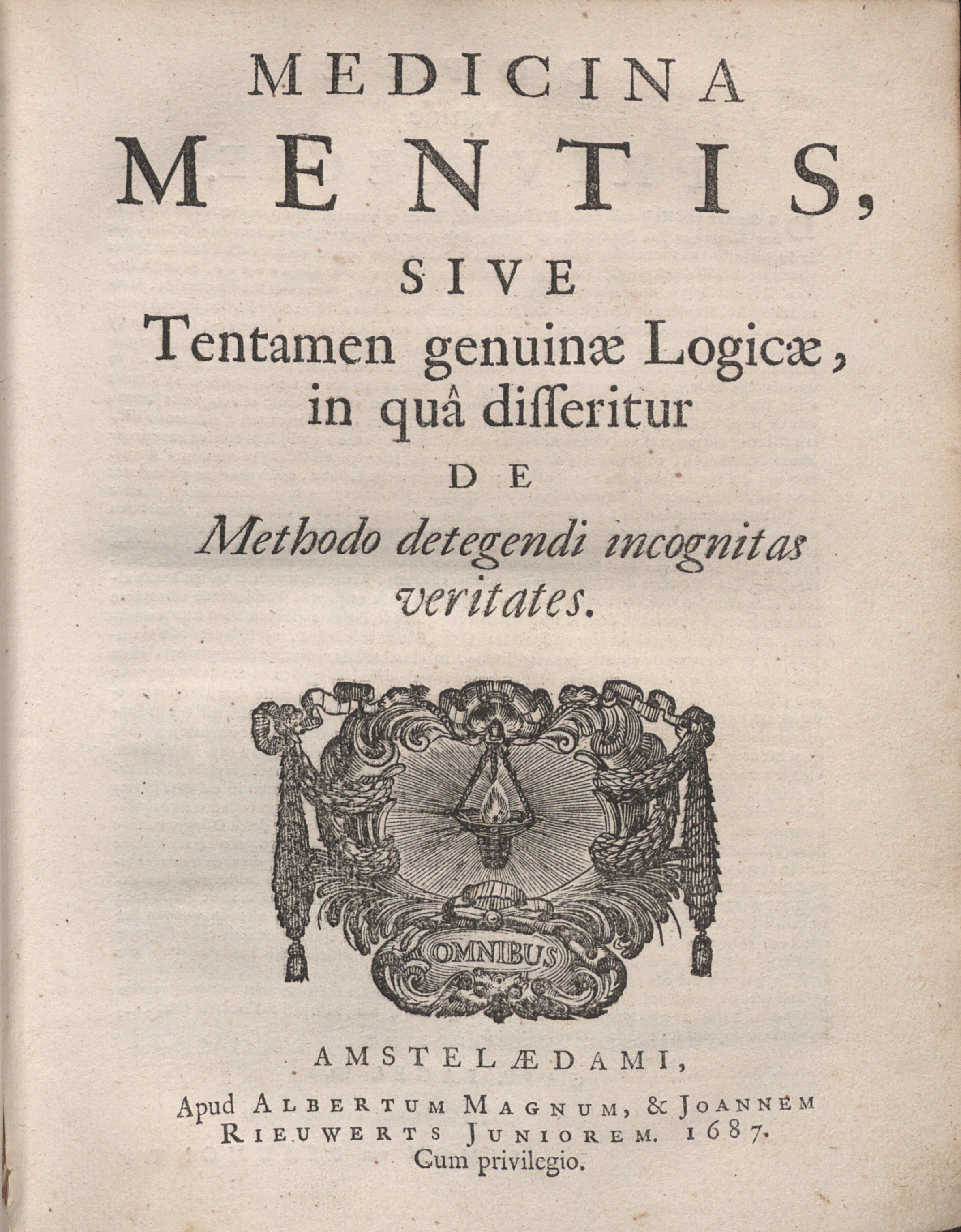
Medicina mentis, 1687

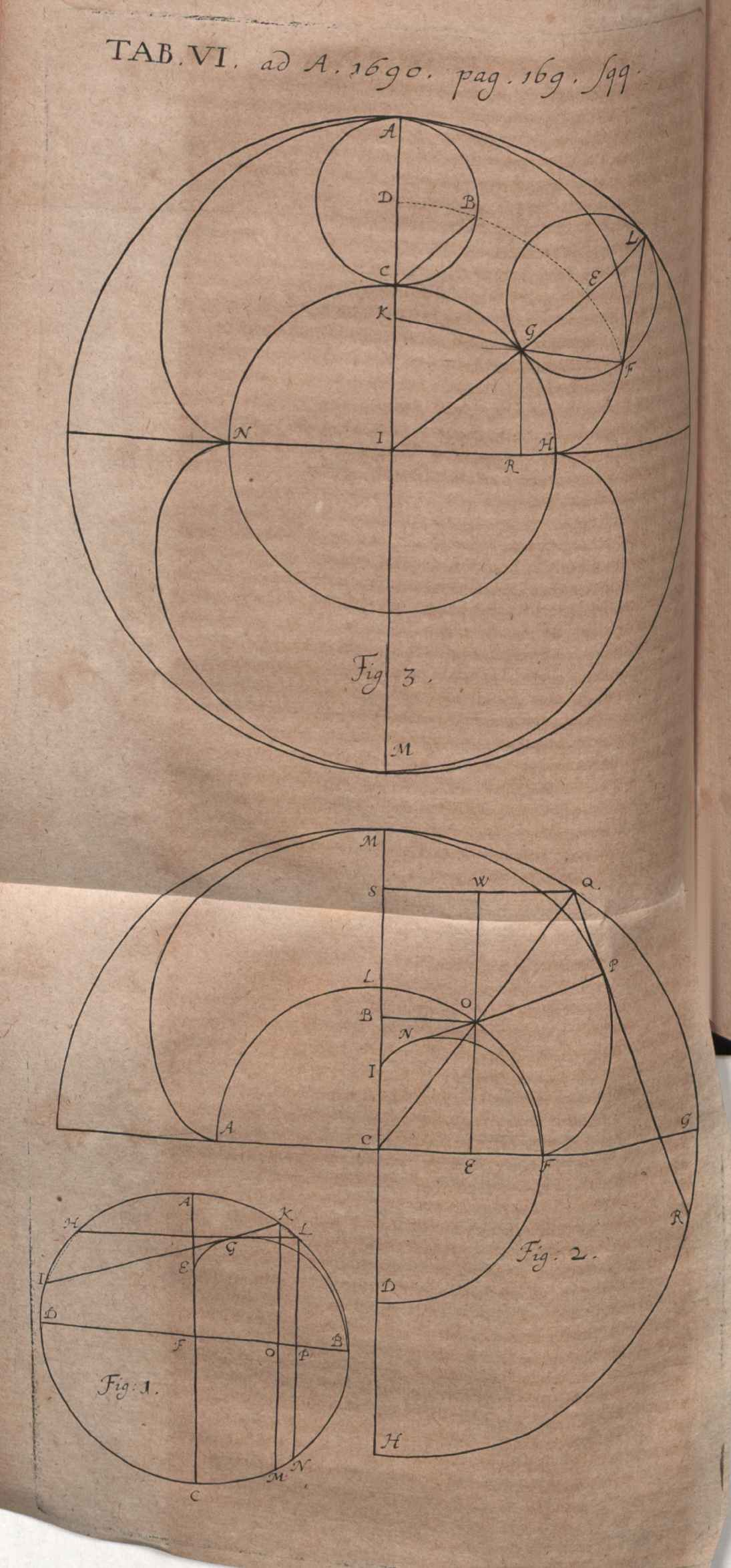
Acta Eruditorum, 1690

## Élete
A leideni egyetemen tanult matematikát, 1672-73-ban mint önkéntes holland szolgálatban állott, később nagyobb utazásokat tett. Tschirnhaus Szászországban három üveghutát és egy igen jó tükörcsiszolót állított fel. 1678-ban nagy, három lipcsei rőf átmérőjű homorú réztükröt készített, melynek gyújtópontjában gyűjtött napsugarak minden fémet és követ megolvasztottak. Csinált 80 cm átmérőjű gyűjtőlencséket is, melyek gyújtópontjában gyémántokat égetett el. Nagy része volt a meisseni porcelán feltalálásban is [forrás?] és mint bölcsész Medicina mentis című munkájával keltett feltűnést. Mint matematikus is nagy érdemeket szerzett azon értekezéseivel, amelyek az Acta Eruditorumban 1682 és 1698 között tőle megjelentek és főleg geometriai dolgokkal (gyújtóponti vonalak, érintői problema, quadraturák stb.) foglalkoztak. E téren szerzett érdemeit méltatta Chasles, Histoire de la géométrie című munkája.